# Karel Herbst
Karel Herbst (* 6. listopadu 1943 Praha) je emeritní pomocný biskup pražský a salesián. V osmdesátých letech hlavní organizátor salesiánských chaloupek, prázdninových akcí pro děti v rámci podzemního fungování církve. Mezi jejich účastníky byl známý pod jménem Kája. 19. února 2002 byl jmenován a 6. dubna 2002 ustanoven pomocným biskupem pražské římskokatolické arcidiecéze. Od 1. prosince 2016 se na vlastní žádost stal emeritním biskupem.

## Život

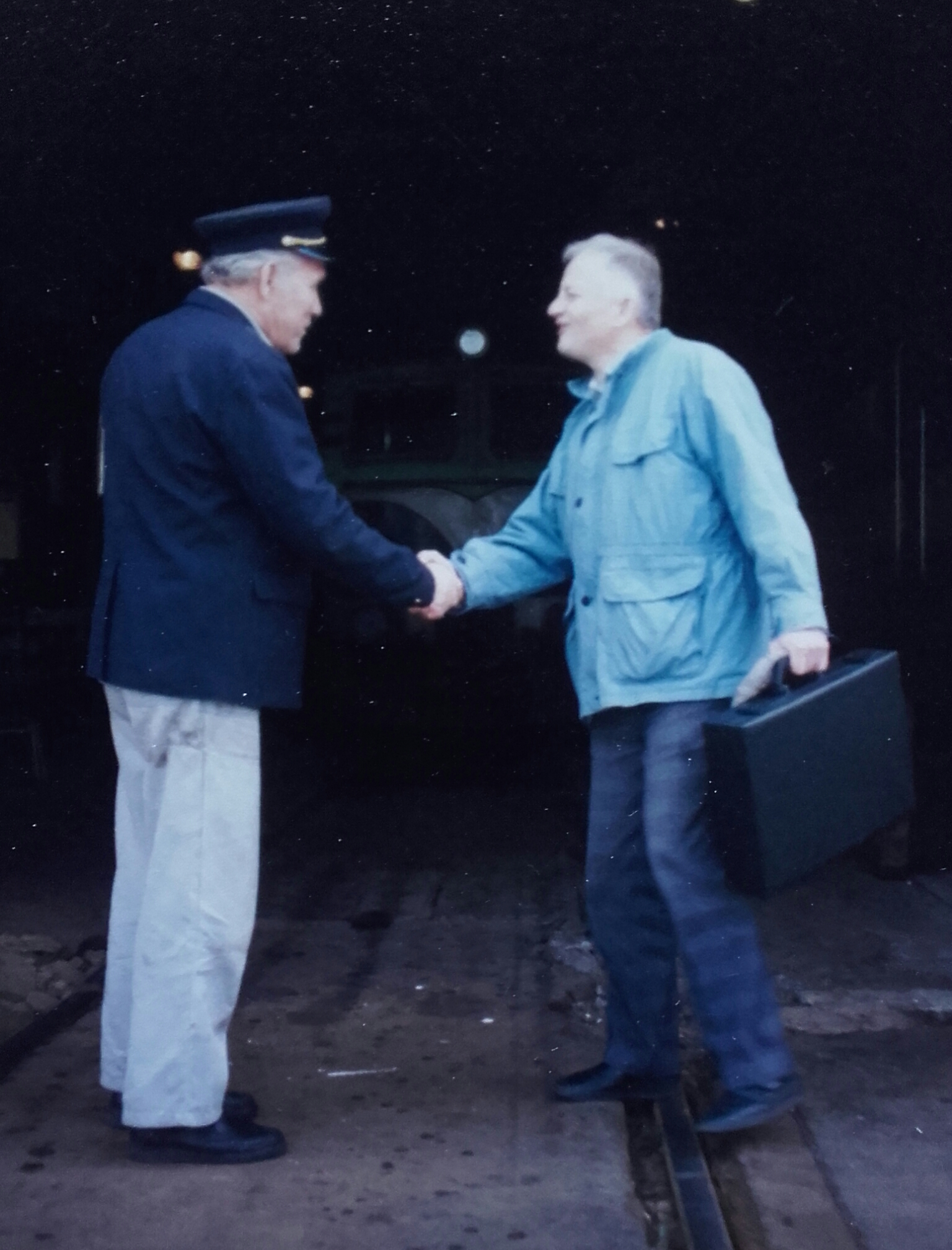
Setkání bývalých kolegů - Pepy Holuba, mistra zámečníků na nové hale a P. Karla Herbsta v depu na Masarykově nádraží před halou provozního ošetření pravděpodobně v létě 1993.

Karel Herbst se narodil 6. listopadu 1943 v Praze. Jeho matka Anna roz. Tománková byla v domácnosti, otec pracoval na údržbě lokomotiv v tehdejším lokomotivním depu Praha-střed a jako člen posádky nehodového pomocného vlaku. Po absolvování základní školy nastoupil do učení na obor elektromechanik elektrických lokomotiv. Dva roky se učil v Šumperku a rok v Praze. Po vyučení nastoupil v roce 1960 do zaměstnání v lokomotivním depu Praha-střed. Tuto práci vykonával osm let, při zaměstnání odmaturoval na gymnáziu Přípotoční v Praze-Vršovicích.
V roce 1967 se hlásil na Cyrilometodějskou bohosloveckou fakultu v Litoměřicích. Byl přijat až na druhý pokus o rok později. Studium zakončil v roce 1973 a 23. června téhož roku přijal kněžské svěcení od kardinála Tomáška. V letech 1973–1974 působil jako kaplan v Mariánských Lázních, v letech 1974–1975 na Svaté Hoře u Příbrami. 6. ledna 1975 mu byl odňat státní souhlas k výkonu duchovenské činnosti za to, že při čtení vánočního pastýřského listu vynechal větu o tom, že oslavíme 30. výročí osvobození naší vlasti sovětskou armádou.
Od února 1975 až do srpna 1986 pracoval v podniku Úklid jako čistič výkladních skříní, podobně jako pozdější kardinál Miloslav Vlk, salesiáni Jan Vývoda a Václav Komárek nebo evangelický duchovní Svatopluk Karásek.
Dne 11. září 1976 složil doživotní (slavné) sliby v kongregaci Salesiánů Dona Boska. V letech 1974–1986 se věnoval pořádání salesiánských chaloupek, prázdninových akcí pro děti v rámci podzemního fungování salesiánské kongregace. V prvních letech jezdil přímo jako vedoucí i na několik turnusů, v osmdesátých letech jako hlavní organizátor. V letech 1979 a 1981 došlo k odhalení některých „chaloupek“ Státní bezpečnosti a k sérii výslechů a domovních prohlídek. V dalších letech byl z bezpečnostních důvodů počet účastníků na jednu akci omezen na 12 a využívány byly už jen objekty na samotách mimo obce. V roce 1986 se konalo během prázdnin 64 takových čtrnáctidenních pobytů.
Od září 1986 po navrácení státního souhlasu do roku 1989 působil Karel Herbst ve Starém Sedlišti na Tachovsku, v roce 1990 jako administrátor farnosti ve Všetatech. Od roku 1990 do roku 1991 byl ředitelem salesiánské komunity v Praze-Kobylisích a administrátorem farnosti. Od roku 1995 do roku 2001 byl v rámci salesiánské provincie delegátem pro formaci, od roku 1996 až dosud je členem provinciální rady. V letech 1990–2001 byl předsedou redakční rady AD magazínu, křesťanského časopisu pro mladé vydávaného nakladatelstvím Portál. V letech 1997–2000 byl spirituálem v Arcibiskupském kněžském semináři v Praze-Dejvicích. Od září 2000 do března 2002 byl administrátorem farnosti Fryšták u Holešova.

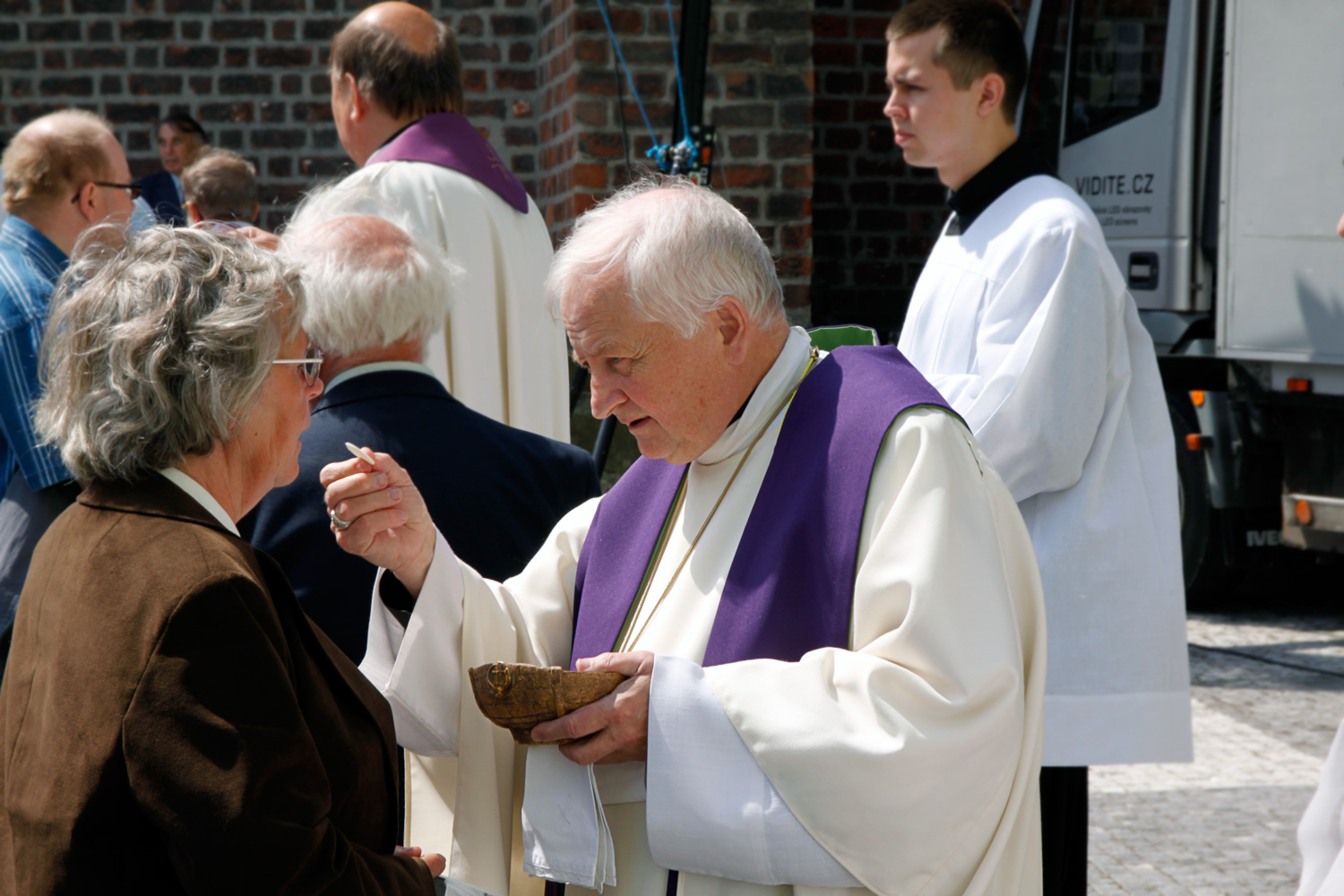
Karel Herbst (2011)

19. února 2002 jmenován a 6. dubna 2002 ustanoven světícím biskupem pražské římskokatolické arcidiecéze a titulárním biskupem Siccesiánským. Pro jeho biskupské působení je typická neokázalost a pokora. Upřednostňuje neformální, bratrskou, otevřenou a lidskou komunikaci. Do jeho biskupské působnosti spadá oblast rodin a mládeže, řeholníků a řeholnic, kultury. Jeho biskupským heslem je Ježíšův výrok „Milosrdenství chci“. Po Štěpánu Trochtovi je Karel Herbst druhým českým salesiánem, který byl jmenován biskupem.
V říjnu 2016 podal rezignaci na úřad pomocného biskupa a od 1. prosince 2016 se stal emeritním pomocným biskupem. Dle vlastního vyjádření byla důvodem jeho rezignace únava a vysoký věk. I přes svou rezignaci hodlá být k dispozici pro duchovní činnost v rámci arcidiecéze.
Dne 28. března 2020 byla u Karla Herbsta diagnostikována nákaza nemocí covid-19, byl hospitalizován v Nemocnici Pod Petřínem ve vážném stavu. Dne 28. dubna 2020 byl vyléčen a propuštěn z nemocnice.

## Biskupská genealogie
Následující tabulka obsahuje genealogický strom, který ukazuje vztah mezi svěcencem a světitelem – pro každého biskupa na seznamu je předchůdcem jeho světitel, zatímco následovníkem je biskup, kterého vysvětil. Rekonstrukcím a vyhledáním původu v rodové linii se zabývá historiografická disciplína biskupská genealogie.
1. kardinál Scipione Rebiba
2. kardinál Giulio Antonio Santorio
3. kardinál Girolamo Bernerio, OP
4. arcibiskup Galeazzo Sanvitale
5. kardinál Ludovico Ludovisi
6. kardinál Luigi Caetani
7. kardinál Ulderico Carpegna
8. kardinál Paluzzo Paluzzi Altieri Degli Albertoni
9. papež Benedikt XIII.
10. papež Benedikt XIV.
11. papež Klement XIII.
12. kardinál Marcantonio Colonna
13. kardinál Giacinto Sigismondo Gerdil, B
14. kardinál Giulio Maria della Somaglia
15. kardinál Carlo Odescalchi, SJ
16. kardinál Costantino Patrizi Naro
17. kardinál Lucido Maria Parocchi
18. papež Pius X.
19. papež Benedikt XV.
20. papež Pius XII.
21. arcibiskup Saverio Ritter
22. arcibiskup Josef Beran
23. arcibiskup Josef Karel Matocha
24. kardinál František Tomášek
25. biskup Antonín Liška, CSsR
26. kardinál Miloslav Vlk
27. Karel Herbst